# Équipe de Nouvelle-Zélande de football à la Coupe du monde 2010
L'équipe de Nouvelle-Zélande de football à la Coupe du monde 2010 dispute la deuxième phase finale de son histoire après celle de la Coupe du monde 1982.
Avec trois matches nuls en phase finale, la Nouvelle-Zélande est la seule équipe invaincue de cette édition 2010 puisque l'Espagne, vainqueur du tournoi, a perdu son premier match de poule.

## Qualifications

### Coupe d'Océanie de football 2008
| Rang | Équipe             | Pts | J | G | N | P | Bp | Bc | Diff |
| ---- | ------------------ | --- | - | - | - | - | -- | -- | ---- |
| 1    | Nouvelle-Zélande   | 15  | 6 | 5 | 0 | 1 | 14 | 5  | +9   |
| 2    | Nouvelle-Calédonie | 8   | 6 | 2 | 2 | 2 | 12 | 10 | +2   |
| 3    | Fidji              | 7   | 6 | 2 | 1 | 3 | 8  | 11 | -3   |
| 4    | Vanuatu            | 4   | 6 | 1 | 1 | 4 | 5  | 10 | -5   |

### Barrage Océanie - Asie
| Équipe 1 | Résultat | Équipe 2         | Aller | Retour |
| -------- | -------- | ---------------- | ----- | ------ |
| Bahreïn  | 0 - 1    | Nouvelle-Zélande | 0 - 0 | 0 - 1  |

### Buteurs
| Pos | Joueur          | Pays             | Buts |
| --- | --------------- | ---------------- | ---- |
| 1   | Shane Smeltz    | Nouvelle-Zélande | 8    |
| 2   | David Mulligan  | Nouvelle-Zélande | 3    |
| 3   | Ivan Vicelich   | Nouvelle-Zélande | 1    |
| 3   | Ben Sigmund     | Nouvelle-Zélande | 1    |
| 3   | Jeremy Christie | Nouvelle-Zélande | 1    |
| 3   | Rory Fallon     | Nouvelle-Zélande | 1    |

## Préparation
| Match amical | Mexique                  | 2-0   | Nouvelle-Zélande | Rose Bowl Los Angeles, États-Unis |                          |
| 3 mars 2010  | Hernández 53e · Vela 57e | (0-0) |                  | Arbitrage : Jair Marrufo          | Arbitrage : Jair Marrufo |
| 3 mars 2010  | Rapport                  |       |                  | Arbitrage : Jair Marrufo          | Arbitrage : Jair Marrufo |

La préparation pour le mondial commencera à proprement parler à l'annonce de la liste des joueurs sélectionnés.
| Match amical | Australie                | 2 - 1   | Nouvelle-Zélande | Sydney Football Stadium Canberra, Australie |                             |
| 24 mai 2010  | Vidosic 57e · Holman 94e | (0 - 1) | Killen 16e       | Arbitrage : Ricardo Salazar                 | Arbitrage : Ricardo Salazar |
| 24 mai 2010  | Rapport                  |         |                  | Arbitrage : Ricardo Salazar                 | Arbitrage : Ricardo Salazar |

| Match amical                            | Nouvelle-Zélande | 1 - 0   | Serbie | Worthersee Stadium Klagenfurt, Autriche |                            |
| 29 mai 2010 · Historique des rencontres | Smeltz 22e       | (0 - 0) |        | Arbitrage : Oliver Drachta              | Arbitrage : Oliver Drachta |
| 29 mai 2010 · Historique des rencontres | Rapport          |         |        | Arbitrage : Oliver Drachta              | Arbitrage : Oliver Drachta |

| Match amical | Slovénie                     | 3-1   | Nouvelle-Zélande | Centralni Ljubljana, Slovénie                      |                                                    |
| 4 juin 2010  | Novakovic 6e, 30e · Kirm 44e | (3-1) | Fallon 20e       | Spectateurs : 10 965 Arbitrage : Anastasios Kakkos | Spectateurs : 10 965 Arbitrage : Anastasios Kakkos |
| 4 juin 2010  | Rapport                      |       |                  | Spectateurs : 10 965 Arbitrage : Anastasios Kakkos | Spectateurs : 10 965 Arbitrage : Anastasios Kakkos |

## Coupe du monde

### Effectif
Le 10 mai 2010, la liste des joueurs néo-zélandais retenus pour disputer l'épreuve est dévoilée. Sélections arrêtées le 10 mai 2010.
| Numéro / Nom       | Numéro / Nom       | Équipe                   | Sél. (but)      | Date de naissance | J.              |                 |                 |                 |                 |
| Gardiens de but    | Gardiens de but    | Gardiens de but          | Gardiens de but | Gardiens de but   | Gardiens de but | Gardiens de but | Gardiens de but | Gardiens de but | Gardiens de but |
| ------------------ | ------------------ | ------------------------ | --------------- | ----------------- | --------------- | --------------- | --------------- | --------------- | --------------- |
|                    | James Bannatyne    | Team Wellington          | 3 (0)           | 30 juin 1975      | 0               | 0               | 0               | 0               | 0               |
|                    | Glen Moss          | Melbourne Victory FC     | 15 (0)          | 19 janvier 1983   | 0               | 0               | 0               | 0               | 0               |
|                    | Mark Paston        | Wellington Phoenix FC    | 20 (0)          | 13 décembre 1976  | 2               | 0               | 0               | 0               | 0               |
| Défenseurs         |                    |                          |                 |                   |                 |                 |                 |                 |                 |
|                    | Andrew Boyens      | Red Bull New York        | 14 (0)          | 18 septembre 1983 | 0               | 0               | 0               | 0               | 0               |
|                    | Tony Lochhead      | Wellington Phoenix FC    | 27 (0)          | 12 janvier 1982   | 2               | 0               | 1               | 0               | 0               |
|                    | Ryan Nelsen        | Blackburn Rovers         | 38 (6)          | 18 octobre 1977   | 2               | 0               | 1               | 0               | 0               |
|                    | Winston Reid       | FC Midtjylland           | 0 (0)           | 3 juillet 1988    | 2               | 1               | 1               | 0               | 0               |
|                    | Ben Sigmund        | Wellington Phoenix FC    | 13 (1)          | 3 février 1981    | 0               | 0               | 0               | 0               | 0               |
|                    | Tommy Smith        | Ipswich Town             | 1 (0)           | 31 mars 1990      | 2               | 0               | 1               | 0               | 0               |
|                    | Ivan Vicelich      | Auckland City FC         | 65 (6)          | 3 octobre 1976    | 2               | 0               | 0               | 0               | 0               |
| Milieux de terrain |                    |                          |                 |                   |                 |                 |                 |                 |                 |
|                    | Andy Barron        | Team Wellington          | 11 (1)          | 24 décembre 1980  | 1               | 0               | 0               | 0               | 0               |
|                    | Leo Bertos         | Wellington Phoenix FC    | 31 (0)          | 20 décembre 1981  | 2               | 0               | 0               | 0               | 0               |
| 8                  | Tim Brown          | Wellington Phoenix FC    | 24 (0)          | 6 mars 1981       | 0               | 0               | 0               | 0               | 0               |
|                    | Jeremy Christie    | Tampa Bay                | 20 (1)          | 22 mars 1983      | 2               | 0               | 0               | 0               | 0               |
|                    | Aaron Clapham      | Canterbury United        | 0 (0)           | 7 janvier 1987    | 0               | 0               | 0               | 0               | 0               |
|                    | Simon Elliott      | Sans club                | 59 (5)          | 10 juin 1974      | 2               | 0               | 0               | 0               | 0               |
|                    | Michael McGlinchey | Motherwell FC            | 4 (0)           | 7 janvier 1987    | 0               | 0               | 0               | 0               | 0               |
|                    | David Mulligan     | Sans club                | 25 (3)          | 24 mars 1982      | 0               | 0               | 0               | 0               | 0               |
| Attaquants         |                    |                          |                 |                   |                 |                 |                 |                 |                 |
|                    | Jeremy Brockie     | Newcastle United Jets FC | 15 (0)          | 7 octobre 1987    | 0               | 0               | 0               | 0               | 0               |
|                    | Rory Fallon        | Plymouth AFC             | 4 (2)           | 20 mars 1982      | 2               | 0               | 0               | 0               | 0               |
|                    | Chris Killen       | Middlesbrough FC         | 30 (10)         | 8 octobre 1981    | 2               | 0               | 0               | 0               | 0               |
|                    | Shane Smeltz       | Gold Coast United FC     | 27 (15)         | 29 septembre 1981 | 2               | 1               | 0               | 0               | 0               |
|                    | Chris Wood         | West Bromwich Albion FC  | 6 (0)           | 7 décembre 1991   | 2               | 0               | 0               | 0               | 0               |
| Sélectionneur      |                    |                          |                 |                   |                 |                 |                 |                 |                 |
|                    | Ricki Herbert      |                          |                 | 10 avril 1961     |                 |                 |                 |                 |                 |
| Réserve            |                    |                          |                 |                   |                 |                 |                 |                 |                 |
|                    | Jacob Spoonley     | Auckland City FC         | 1 (0)           | 3 mars 1987       | 0               | 0               | 0               | 0               | 0               |
|                    | Costa Barbarouses  | Wellington Phoenix FC    | 1 (0)           | 19 février 1990   | 0               | 0               | 0               | 0               | 0               |
|                    | Kris Bright        | Shrewsbury Town          | 4 (1)           | 5 septembre 1986  | 0               | 0               | 0               | 0               | 0               |
|                    | Chad Coombes       | Auckland City FC         | 1 (0)           | 9 septembre 1983  | 0               | 0               | 0               | 0               | 0               |
|                    | Steven Old         | Kilmarnock FC            | 17 (1)          | 17 février 1986   | 0               | 0               | 0               | 0               | 0               |
|                    | Cole Peverley      | Team Wellington          | 1 (0)           | 3 juillet 1988    | 0               | 0               | 0               | 0               | 0               |
|                    | Aaron Scott        | Waitakere United         | 4 (0)           | 18 juillet 1986   | 0               | 0               | 0               | 0               | 0               |
| Blessé             |                    |                          |                 |                   |                 |                 |                 |                 |                 |
| A                  |                    | Pays inconnu             |                 |                   |                 |                 |                 |                 |                 |

 = capitaine --  Gardien de butDéfenseurMilieu de terrainAttaquantSélectionneur

### Rencontres
| Rang | Équipe           | Pts | J | G | N | P | Bp | Bc | Diff |
| ---- | ---------------- | --- | - | - | - | - | -- | -- | ---- |
| 1    | Paraguay         | 5   | 3 | 1 | 2 | 0 | 3  | 1  | +2   |
| 2    | Slovaquie        | 4   | 3 | 1 | 1 | 1 | 4  | 5  | -1   |
| 3    | Nouvelle-Zélande | 3   | 3 | 0 | 3 | 0 | 2  | 2  | 0    |
| 4    | Italie           | 2   | 3 | 0 | 2 | 1 | 4  | 5  | -1   |

| 15 juin 2010                                                             | Nouvelle-Zélande | 1–1     | Slovaquie | Royal Bafokeng Stadium (Rustenburg, Afrique du Sud)                     |                                                                         |
| 13:30 (heure locale), 12:30 (heure slovaque) · Historique des rencontres | Winston Reid 93e | (0–0)   | 50e Róbert Vittek | Spectateurs : 23 871 Arbitrage : Jerome Damon Ass. : Ntagungira, Molefe | Spectateurs : 23 871 Arbitrage : Jerome Damon Ass. : Ntagungira, Molefe |
| 13:30 (heure locale), 12:30 (heure slovaque) · Historique des rencontres | Rapport |         | | Spectateurs : 23 871 Arbitrage : Jerome Damon Ass. : Ntagungira, Molefe | Spectateurs : 23 871 Arbitrage : Jerome Damon Ass. : Ntagungira, Molefe |
| 13:30 (heure locale), 12:30 (heure slovaque) · Historique des rencontres | Paston - Lochhead, Reid, Vicelich (78. Christie), Nelsen (C) - Elliott, Smeltz, Killen (72. Wood), Bertos - Fallon, Smith | Équipes | Mucha - Škrtel, Čech, Zabavník, Ďurica - Štrba, Weiss (91. Kucka), Hamšík (C) - Šesták (81. Hološko), Vittek (84. Stoch), Jendrišek | Spectateurs : 23 871 Arbitrage : Jerome Damon Ass. : Ntagungira, Molefe | Spectateurs : 23 871 Arbitrage : Jerome Damon Ass. : Ntagungira, Molefe |

| 20 juin 2010                            | Italie                | 1–1   | Nouvelle-Zélande | Mbombela Stadium, Nelspruit |  |
| 16:00 UTC+2 · Historique des rencontres | Vincenzo Iaquinta 29e | (1–1) | 7e Shane Smeltz  |                             |  |

| 24 juin 2010                            | Paraguay | 0–0   | Nouvelle-Zélande | Peter Mokaba Stadium, Polokwane |  |
| 16:00 UTC+2 · Historique des rencontres |          | (0–0) |                  |                                 |  |